# Папуански пингвин
Папуански пингвин (Pygoscelis papua) је врста пингвина. Лако се препознају по широкој бијелој шари на перју главе. Младунци папуанских пингвина су отпозади сиви а сприједа бијели.

## Подјела
Постоје двије подврсте папуанских пингвина — Pygoscelis papua papua (сјеверни папуански) и нешто мања врста Pygoscelis papua ellsworthii (јужни папуански пингвини).

## Физичке особине

### Висина
Одрасли папуански пингвини достижу просјечну висину од око 80 cm, што их чини највишим пингвинима кад се изузму велики царски и краљевски пингвини. Јужни папуански пингвини су нешто мањи, висине од око 70 cm.

### Брзина
Врло су брзи под водом, достижући брзину од 27 km/h и дубине до близу 100 метара.

### Маса
Мужјаци достижу масу од око 8,5 kg, прије митарења, а минималну масу од око 5,5 kg достижу мало прије него што почне сезона парења. Женке достижу масу од око 7,5 kg, прије митарења, а маса им може пасти и до 5 kg док чувају младунце.
Сјеверни папуански пингвини су тешки око 6 kg, а јужни су нешто лакши, тешки око 5,5 kg.

## Распрострањеност
Папуански пингвини живе на субантарктичким острвима. Највеће колоније су на Фолкландским Острвима, на Јужној Џорџији и Кергеленским острвима; мање колоније постоје и на Макаренском острву, острву Херд, јужним Шетландским острвима и на Антарктичком полуострву. Укупна популација се процјењује на око 320.000 парова за размножавање.
Папуански пингвини обично праве гнијезда у виду кружних гомилица камења, пречника до 20-25 cm. Ово камење пингвини љубоморно чувају и често се знају добро посвађати око њих. Такође, женке цијене ово камење до тог нивоа да мужјак може постићи њену наклоност ако јој пружи лијеп камен.
Женке снесу по два јајета, обично око 500 g, а затим их и мужјак и женка грију, сваки дан се смјењујући. Млади се легу из јаја након 34-36 дана; тада остају у гнијезду још отприлике мјесец дана, прије него оформе крешее. Када имају између 80 и 100 дана старости, младунци добијају ново перје и сами се упуштају у лов у морским дубинама.

## Исхрана
Папуански пингвини се углавном хране крилом и другим раколиким животињама и раковима. Рибе чине тек око 15% њихове исхране.

## Природни непријатељи
У води, природни непријатељи папуанских пингвина су морски лавови, морски леопарди и орке. На копну папуански пингвини немају правих природних непријатеља, барем одрасли, јер крупније птице могу да им краду јаја или нападају младунце.

## Галерија
- Museum specimen